# Are You Lonely
Are You Lonely è un singolo del DJ statunitense Steve Aoki e del DJ norvegese Alan Walker, pubblicato il 22 febbraio 2019 come primo estratto dal sesto album in studio di Aoki Neon Future IV.

## Descrizione
Il singolo ha visto la partecipazione del trio Isák ed è una rivisitazione del brano Lonely, originariamente contenuto nell'album Different World di Walker del 2018. Le differenze risiedono in una maggiore estensione delle parti degli Isák e da una produzione più deep house.

## Tracce
Download digitale
1. Are You Lonely (feat. Isák) – 2:37

Download digitale – Remixes
1. Are You Lonely (feat. Isák) (Yuan Remix) – 2:35
2. Are You Lonely (feat. Isák) (Steve Aoki Remix) – 3:25

## Classifiche
| Classifica (2019)              | Posizione massima |
| ------------------------------ | ----------------- |
| Belgio (Vallonia)              | 80                |
| Norvegia                       | 19                |
| Stati Uniti (dance/electronic) | 33                |